# Dianne Foster
Dianne Foster (Edmonton, 31 de outubro de 1928 – Hidden Hills, 27 de julho de 2019) foi uma atriz canadense.

## Carreira
Começou sua carreira aos 13 anos de idade em uma adaptação teatral de James Barrie What Every Woman Knows . Aos 14 anos, ela começou uma carreira na rádio e, posteriormente, se mudou para Toronto e se tornou uma das principais estrelas canadenses de rádio. Nas férias em 1951, ela viajou para Londres, Inglaterra, onde conheceu e se casou com Andrew Allen, supervisor de drama para a Canadian Broadcasting Corporation. Em Londres, no mesmo ano, ela apareceu no palco em Agatha Christie's The Hollow e Otelo de Orson Welles. Em março de 1952, o marido voltou para o Canadá, enquanto ela ficou em Londres para cumprir o seu contrato de cinco anos com uma empresa de cinema britânico.
Em 1953 ela co-estrelou ao lado de Charlton Heston e Lizabeth Scott em Middling Bad for Each Othe. Em 1954 assinou com Columbia Pictures e se mudou para Hollywood, onde sua primeira aparição nesse ano foi com Mickey Rooney no bem-recebido Drive a Crooked Road.
O ano de 1955 foi um grande ano para Foster. Ela apareceu na capa da Picturegoer e co-estrelou em dois grandes filmes, The Bandits de Glenn Ford e The Kentuckian,com Burt Lancaster
Em fevereiro de 1956, ela deu à luz gêmeos: um filho, Jason, e uma filha, Jodi. Apesar de sua carreira cinematográfica continuar, não era a mesma trajetória de antes. Em 1957, ela co-estrelou o filme biográfico Monkey on My Back, Night Passage com James Stewart e The Brothers Rico com Richard Conte. Nesse mesmo ano, ela também pediu o divórcio de Murcott, alegando que ele lhe dera um soco no rosto e chutara seu estômago. Ela pediu a custódia e US $ 1 em pensão alimentícia. O casal se reconciliou temporariamente, mas se separaram duas vezes antes de finalmente se divorciar em 1959. Foi a terceira vez que ela tinha pedido o divórcio.
Foster continuou a aparecer em programas de televisão como CBS, The Lloyd Bridges Show (1962-1963)  e o drama de Medicina do ABC Breaking Point (1963-1964). Ela se aposentou do show business em 1966 para concentrar-se na criação de seus três filhos. Ela ainda mora na Califórnia e é um pianista e pintora.